# CAF Confederation Cup 2014
Der CAF Confederation Cup 2014 (aus Sponsorengründen auch Orange CAF Confederation Cup 2014 genannt) war die 11. Spielzeit des zweitwichtigsten afrikanischen Wettbewerbs für Vereinsmannschaften im Fußball unter dieser Bezeichnung. Die Saison begann mit der Vorrunde am 7. Februar 2014 und endete mit den Finalspielen im November und Dezember 2014. Titelverteidiger war der tunesische Verein CS Sfax.
Sieger wurde al Ahly SC aus Ägypten, die sich im Finale nach einem Gesamtergebnis von 2:2 aufgrund der Auswärtstorregel gegen Séwé Sport durchsetzen konnten. Sie qualifizierten sich somit für den CAF Super Cup gegen den Sieger der Champions League 2014.

## Vorrunde
Die Auslosung fand am 16. Dezember 2013 statt. Die Hinspiele wurden vom 7. bis zum 9. Februar, die Rückspiele vom 14. bis zum 16. Februar 2014 ausgetragen.
|                        | Gesamt          |                                    | Hinspiel | Rückspiel |
| ---------------------- | --------------- | ---------------------------------- | -------- | --------- |
| Al-Malakia FC          | 1:5             | CARA Brazzaville                   | 0:1      | 1:4       |
| AFC Leopards           | 4:1             | Defence Force SC                   | 2:0      | 2:1       |
| SuperSport United      | 3:0             | Gaborone United SC                 | 2:0      | 1:0       |
| AS Kigali              | 2:1             | Académie Tchité FC                 | 1:0      | 1:1       |
| Difaâ d’El Jadida      | 1:0             | AS-SONABEL Ouagadougou             | 1:0      | 0:0       |
| RSLAF FC               | 0:3             | Gamtel FC                          | 0:1      | 0:2       |
| The Panthers FC        | 1:4             | Medeama SC                         | 1:2      | 0:2       |
| Azam FC                | 1:2             | Clube Ferroviário da Beira         | 1:0      | 0:2       |
| Saint Michel United FC | 3:3 (7:6 i. E.) | ASSM Elgeco Plus                   | 2:1      | 1:2       |
| How Mine FC            | 6:1             | Chuoni FC                          | 4:0      | 2:1       |
| AS Kondzo              | (a)3:3(a)       | Yong Sports Academy                | 2:0      | 1:3       |
| ASN Nigelec            | 3:4             | CS Constantine                     | 2:0      | 1:4       |
| Red Lions FC           | 1 w/o 1         | Estrela de Cantanhez Futebol Clube | —        | —         |
| Al-Ahly Tripolis       | 1:2             | CO Bamako                          | 1:1      | 0:1       |
| Al-Ahli Atbara         | (a)1:1(a)       | FC MK Etanchéité                   | 1:1      | 0:0       |
| African Stars          | 2:3             | Atlético Petróleos Luanda          | 2:0      | 0:3       |
| Ebusua Dwarfs FC       | 1:0             | ASC Diaraf                         | 1:0      | 0:0       |
| AS Douanes de Lomé     | 3:1             | CI Kamsar                          | 2:0      | 1:1       |
| CS Don Bosco           | 3:1             | SC Victoria University             | 3:0      | 0:1       |
| Union Douala           | 4:2             | ASLAD Moundou                      | 3:0      | 1:2       |
| CF Mounana             | 3:4             | Clube Desportivo da Huíla          | 3:1      | 0:3       |

Anmerkungen

## Erste Runde
Die Auslosung fand am 16. Dezember 2013 statt. Die Hinspiele wurden vom 28. Februar bis zum 2. März, die Rückspiele vom 7. bis zum 9. März 2014 ausgetragen.
|                            | Gesamt          |                           | Hinspiel | Rückspiel |
| -------------------------- | --------------- | ------------------------- | -------- | --------- |
| CARA Brazzaville           | 1:3             | Étoile Sportive du Sahel  | 1:0      | 0:3       |
| SuperSport United          | 4:2             | AFC Leopards              | 2:0      | 2:2       |
| AS Kigali                  | 1:1 (5:4 i. E.) | Al-Ahly Shendi            | 1:0      | 0:1       |
| Gamtel FC                  | 0:6             | Difaâ d’El Jadida         | 0:2      | 0:4       |
| Medeama SC                 | 4:2             | Maghreb Fez               | 3:0      | 1:2       |
| Clube Ferroviário da Beira | 0:1             | ZESCO United              | 0:0      | 0:1       |
| How Mine FC                | 6:4             | Saint Michel United FC    | 5:1      | 1:3       |
| AS Kondzo                  | 0:2             | Bayelsa United            | 0:0      | 0:2       |
| Red Lions FC               | 0:3             | CS Constantine            | 0:1      | 0:2       |
| CO Bamako                  | 1:3             | ASEC Mimosas              | 0:2      | 1:1       |
| FC MK Etanchéité           | 0:0 (3:4 i. E.) | Ismaily SC                | 0:0      | 0:0       |
| Ebusua Dwarfs FC           | 2:4             | Atlético Petróleos Luanda | 2:0      | 0:4       |
| AS Douanes de Lomé         | 1:3             | Wadi Degla SC             | 1:1      | 0:2       |
| CS Don Bosco               | (a)2:2(a)       | Djoliba AC                | 2:1      | 0:1       |
| Union Douala               | 3:4             | Warri Wolves FC           | 2:3      | 1:1       |
| Clube Desportivo da Huíla  | 0:3             | Club Athlétique Bizertin  | 0:1      | 0:2       |

## Zweite Runde
Die Auslosung fand am 16. Dezember 2013 statt. Die Hinspiele wurden vom 21. bis zum 23. März, die Rückspiele vom 28. bis zum 30. März 2014 ausgetragen.
|                          | Gesamt          |                           | Hinspiel | Rückspiel |
| ------------------------ | --------------- | ------------------------- | -------- | --------- |
| Étoile Sportive du Sahel | 5:1             | SuperSport United         | 1:0      | 4:1       |
| AS Kigali                | 1:3             | Difaâ d’El Jadida         | 1:0      | 0:3       |
| Medeama SC               | 2:1             | ZESCO United              | 2:0      | 0:1       |
| How Mine FC              | 2:3             | Bayelsa United            | 2:1      | 0:2       |
| CS Constantine           | 1:6             | ASEC Mimosas              | 1:0      | 0:6       |
| Ismaily SC               | 0:1             | Atlético Petróleos Luanda | 0:0      | 0:1       |
| Wadi Degla SC            | 2:2 (2:3 i. E.) | Djoliba AC                | 2:0      | 0:2       |
| Warri Wolves FC          | 1:2             | Club Athlétique Bizertin  | 0:0      | 1:2       |

## Play-off-Runde
Die Auslosung fand am 1. April 2014 statt. Dabei wurde je ein Sieger der zweiten Runde gegen einen Unterlegenen der zweiten Runde der Champions League gelost, wobei die Vereine des CAF Confederation Cups im Rückspiel Heimrecht hatten. Die Hinspiele wurden vom 18. bis zum 20. April, die Rückspiele vom 25. bis zum 27. April 2014 ausgetragen.
|                   | Gesamt          |                           | Hinspiel | Rückspiel |
| ----------------- | --------------- | ------------------------- | -------- | --------- |
| al Ahly SC        | (a)2:2(a)       | Difaâ d’El Jadida         | 1:0      | 1:2       |
| AS Real Bamako    | 2:1             | Djoliba AC                | 2:1      | 0:0       |
| AC Léopards       | 2:2 (5:4 i. E.) | Medeama SC                | 2:0      | 0:2       |
| Kaizer Chiefs     | 1:3             | ASEC Mimosas              | 1:2      | 0:1       |
| Cotonsport Garoua | 4:3             | Atlético Petróleos Luanda | 2:1      | 2:2       |
| Horoya AC         | 0:1             | Étoile Sportive du Sahel  | 0:0      | 0:1       |
| Séwé Sport        | 3:0             | Bayelsa United            | 2:0      | 1:0       |
| Nkana FC          | (a)1:1(a)       | Club Athlétique Bizertin  | 0:0      | 1:1       |

## Gruppenphase
Die Gruppenauslosung fand am 29. April 2014 in der ägyptischen Hauptstadt Kairo statt. Die acht Sieger der Play-off-Runde wurden in zwei Lostöpfe eingeteilt und zu zwei Gruppen mit jeweils vier Mannschaften gelost. Gesetzt wurden die Mannschaften nach ihren Ergebnissen in den CAF-Wettbewerben der letzten fünf Spielzeiten (CAF-Fünfjahreswertung). Die Gruppensieger und -zweiten qualifizierten sich für das Halbfinale, die Dritt- und Viertplatzierten schieden aus dem Wettbewerb aus. Bei Punktgleichheit zweier oder mehrerer Mannschaften wurde die Platzierung durch folgende Kriterien ermittelt:
1. Anzahl Punkte im direkten Vergleich
2. Tordifferenz im direkten Vergleich
3. Anzahl Tore im direkten Vergleich
4. Anzahl Auswärtstore im direkten Vergleich
5. Wenn nach der Anwendung der Kriterien 1 bis 4 immer noch mehrere Mannschaften denselben Tabellenplatz belegen, werden die Kriterien 1 bis 4 erneut angewendet, jedoch ausschließlich auf die Direktbegegnungen der betreffenden Mannschaften. Sollte auch dies zu keiner definitiven Platzierung führen, werden die Kriterien 6 bis 9 angewendet.
6. Tordifferenz aus allen Gruppenspielen
7. Anzahl Tore in allen Gruppenspielen
8. Anzahl Auswärtstore in allen Gruppenspielen
9. Losziehung

### Gruppe A
| Pl. | Verein            | Sp. | S | U | N | Tore    | Diff. | Punkte |
| --- | ----------------- | --- | - | - | - | ------- | ----- | ------ |
| 1.  | AC Léopards       | 6   | 3 | 2 | 1 | 011:400 | +7    | 11     |
| 2.  | Cotonsport Garoua | 6   | 3 | 2 | 1 | 008:900 | −1    | 11     |
| 3.  | AS Real Bamako    | 6   | 1 | 3 | 2 | 006:700 | −1    | 06     |
| 4.  | ASEC Mimosas      | 6   | 0 | 3 | 3 | 005:100 | −5    | 03     |

| 17. Mai/15. Juli 2014 |     |                   |                              |
| AS Real Bamako        | 1:1 | ASEC Mimosas      | Stade Modibo Keïta           |
| AC Léopards           | 0:0 | Cotonsport Garoua | Stade Denis Sassou Nguesso   |
| 24./25. Mai 2014      |     |                   |                              |
| ASEC Mimosas          | 0:0 | AC Léopards       | Stade Félix Houphouët-Boigny |
| Cotonsport Garoua     | 2:1 | AS Real Bamako    | Stade Roumdé Adjia           |
| 6./7. Juni 2014       |     |                   |                              |
| ASEC Mimosas          | 2:3 | Cotonsport Garoua | Stade Félix Houphouët-Boigny |
| AS Real Bamako        | 1:2 | AC Léopards       | Stade Modibo Keïta           |
| 26./27. Juli 2014     |     |                   |                              |
| Cotonsport Garoua     | 2:1 | ASEC Mimosas      | Stade Roumdé Adjia           |
| AC Léopards           | 1:2 | AS Real Bamako    | Stade Denis Sassou Nguesso   |
| 9./10. August 2014    |     |                   |                              |
| Cotonsport Garoua     | 0:4 | AC Léopards       | Stade Roumdé Adjia           |
| ASEC Mimosas          | 0:0 | AS Real Bamako    | Stade Félix Houphouët-Boigny |
| 24. August 2014       |     |                   |                              |
| AC Léopards           | 4:1 | ASEC Mimosas      | Stade Denis Sassou Nguesso   |
| AS Real Bamako        | 1:1 | Cotonsport Garoua | Stade Modibo Keïta           |

### Gruppe B
| Pl. | Verein                   | Sp. | S | U | N | Tore    | Diff. | Punkte |
| --- | ------------------------ | --- | - | - | - | ------- | ----- | ------ |
| 1.  | al Ahly SC               | 6   | 2 | 3 | 1 | 005:300 | +2    | 09     |
| 2.  | Séwé Sport               | 6   | 2 | 3 | 1 | 007:400 | +3    | 09     |
| 3.  | Nkana FC                 | 6   | 2 | 1 | 3 | 009:130 | −4    | 07     |
| 4.  | Étoile Sportive du Sahel | 6   | 1 | 3 | 2 | 009:100 | −1    | 06     |

| 17./18. Mai 2014         |     |                          |                             |
| al Ahly SC               | 2:0 | Nkana FC                 | Petrosport-Stadion          |
| Séwé Sport               | 1:1 | Étoile Sportive du Sahel | Stade Robert Champroux      |
| 24./25. Mai 2014         |     |                          |                             |
| Nkana FC                 | 1:1 | Séwé Sport               | Nkana-Stadion               |
| Étoile Sportive du Sahel | 1:1 | al Ahly SC               | Stade Olympique de Sousse   |
| 7./8. Juni 2014          |     |                          |                             |
| Étoile Sportive du Sahel | 4:3 | Nkana FC                 | Stade Olympique de Sousse   |
| Séwé Sport               | 1:1 | al Ahly SC               | Stade Robert Champroux      |
| 26. Juli 2014            |     |                          |                             |
| Nkana FC                 | 4:3 | Étoile Sportive du Sahel | Nkana-Stadion               |
| al Ahly SC               | 1:0 | Séwé Sport               | Stadion des 30. Juni        |
| 9. August 2014           |     |                          |                             |
| Nkana FC                 | 1:0 | al Ahly SC               | Nkana-Stadion               |
| Étoile Sportive du Sahel | 0:1 | Séwé Sport               | Stade Olympique de Sousse   |
| 23. August 2014          |     |                          |                             |
| al Ahly SC               | 0:0 | Étoile Sportive du Sahel | Cairo International Stadium |
| Séwé Sport               | 3:0 | Nkana FC                 | Stade Robert Champroux      |

## Finalrunde

### Halbfinale
Die Auslosung fand am 29. April 2014 statt. Die Hinspiele wurden am 20. und 21. September, die Rückspiele am 27. und 28. September 2014 ausgetragen.
|                   | Gesamt |             | Hinspiel | Rückspiel |
| ----------------- | ------ | ----------- | -------- | --------- |
| Séwé Sport        | 1:0    | AC Léopards | 1:0      | 0:0       |
| Cotonsport Garoua | 1:3    | al Ahly SC  | 0:1      | 1:2       |

### Finale

#### Hinspiel
| Séwé Sport                                            | Séwé Sport | al Ahly SC | al Ahly SC |
| ----------------------------------------------------- | --- | --- | ---------- |
| Séwé Sport                                            | \| 29. November 2014 in Abidjan (Stade Robert Champroux) \| \| Ergebnis: 2:1 (1:0) \| \| Zuschauer: 5.000 \| \| Schiedsrichter: Eric Otogo-Castane ( Gabun) \|                                                                 | \| 29. November 2014 in Abidjan (Stade Robert Champroux) \| \| Ergebnis: 2:1 (1:0) \| \| Zuschauer: 5.000 \| \| Schiedsrichter: Eric Otogo-Castane ( Gabun) \|                                    | al Ahly SC |
| Séwé Sport                                            | Sylvain Gbohouo – Anebil Kodjo, Cédric N’Goran, Mansou Kouakou, Ousmane Ouattara – Essis Aka (70. Cedric Elysée Kodjo), Roger Assalé, Christian Koffi, Souleymane Dembélé – Hermann Kouao, Joseph Kameni (72. Idrissa Halidou) | Ahmed Adel Hamad – Basem Ali, Mohamed Naguib, Saad Samir, Sabri Raheel – Ahmed Khairi, Hossam Ghaly, Hossam Ashour, Trezeguet, Walid Soliman (78. Moussa Yedan) – Emad Moteab (47. Ramadan Sobhi) | al Ahly SC |
| Séwé Sport                                            | 1:0 Koffi (22., Foulelfmeter) 2:1 Assalé (80.) | 1:1 Trezeguet (58.) | al Ahly SC |
| Séwé Sport                                            | Aka (32.) | Adel Hamad (21.) | al Ahly SC |
| 29. November 2014 in Abidjan (Stade Robert Champroux) | | |            |
| Ergebnis: 2:1 (1:0)                                   | | |            |
| Zuschauer: 5.000                                      | | |            |
| Schiedsrichter: Eric Otogo-Castane ( Gabun)           | | |            |

#### Rückspiel
| al Ahly SC                                              | al Ahly SC | Séwé Sport | Séwé Sport |
| ------------------------------------------------------- | --- | --- | ---------- |
| al Ahly SC                                              | \| 6. Dezember 2014 in Kairo (Cairo International Stadium) \| \| Ergebnis: 1:0 (0:0) \| \| Zuschauer: 55.000 \| \| Schiedsrichter: Rajindraparsad Seechurn ( Mauritius) \|                                                          | \| 6. Dezember 2014 in Kairo (Cairo International Stadium) \| \| Ergebnis: 1:0 (0:0) \| \| Zuschauer: 55.000 \| \| Schiedsrichter: Rajindraparsad Seechurn ( Mauritius) \|                                                                      | Séwé Sport |
| al Ahly SC                                              | Ahmed Adel Hamad – Basem Ali, Mohamed Naguib (86. Mohamed Farouk), Saad Samir, Sherif Abdel-Fadil (60. Sabri Raheel) – Hossam Ghaly, Hossam Ashour, Walid Soliman – Emad Moteab, Moussa Yedan (75. Abdallah El Said), Ramadan Sobhi | Sylvain Gbohouo – Anebil Kodjo, Ibrahim Koné, Mansou Kouakou, Ousmane Ouattara – Essis Aka (70. Idrissa Halidou), Roger Assalé, Christian Koffi, Souleymane Dembélé – Hermann Kouao (75. Guiza Djédjé), Joseph Kameni (56. Cedric Elysée Kodjo) | Séwé Sport |
| al Ahly SC                                              | 1:0 Moteab (90.+5') | | Séwé Sport |
| 6. Dezember 2014 in Kairo (Cairo International Stadium) | | |            |
| Ergebnis: 1:0 (0:0)                                     | | |            |
| Zuschauer: 55.000                                       | | |            |
| Schiedsrichter: Rajindraparsad Seechurn ( Mauritius)    | | |            |